# Blood Pack
Blood Pack was een team dat voorkwam uit een spin-off van de Blood Lines-verhaallijn. De serie werd ontwikkeld door Charles Moore en Christopher Taylor.

## Historie
De schurken van de Blood Lines-cross-over waren een ras van buitenaardse parasieten die de gedaante konden aannemen van een mens. De beet van de parasieten werd uitgevoerd door achter in de nek te bijten met een mond-in-een-mond, dit was een referentie naar Alien. Deze beet doodde meestal het slachtoffer dat werd gebruikt als voedsel, maar soms werden er superkrachten door ontwikkeld.
Deze plotwending werd in elke Annual gebruikt om nieuwe personages te creëren in het DC Comics-universum.
De meeste Blood Pack-leden werden vermoord door Superboy-Prime in de laatste uitgave van de gebeurtenissen in de Infinite Crisis-verhaallijn (2005-2006).

## Lidmaatschap
De superhelden die ontstaan waren door de parasieten, werden "New Blood" genoemd. Sommige New Bloods vormden samen het superheldenteam Blood Pack.

### Oorspronkelijke leden
- Jade: grote krachtbron en dochter van de Green Lantern (Alan Scott) Teamleider (dood).
- Ballistic: Koreaans-Amerikaanse superheld en een bewapende en gevaarlijke zelfrechter (status onbekend).
- Nightblade: Chinees-Amerikaanse superheld. Meester in Martial Arts (status onbekend).
- Loria: Supersterk. Metalen huid en agent van de Quorum (dood).
- Geist: Wordt onzichtbaar in fel licht (status onbekend).
- Mongrel: Afro-Amerikaanse superheld. Kan Darkforce afschieten (dood).
- Sparx: Kan vliegen en heeft een elektrische vorm (levend).
- Razorsharp: Hacker bewapend met een mes (dood).

### Blood Pack-geallieerden
- Gunfire: Kan dingen laten ontploffen.
- Loose Cannon: Supersterk, lang uithoudingsvermogen en regeneratie.